# Cevico Navero (kommun)
Cevico Navero är en kommun i Spanien.   Den ligger i provinsen Provincia de Palencia och regionen Kastilien och Leon, i den centrala delen av landet, 160 km norr om huvudstaden Madrid. Antalet invånare är 219.